# Religie in Carthago
Religie in Carthago was afgeleid van de Kanaänitische religie omdat de Carthagers zelf afstamden van de Kanaänitische Feniciërs.
Over de ontwikkeling van de Fenicische godsdienst is weinig bekend, behalve dat de Feniciërs goden en godinnen uit andere godsdiensten in het nabije Oosten overnamen. Welke goden er werden vereerd verschilde per stad, ook al waren er tussen steden veel overeenkomsten. Fenicische goden en godinnen die met de kolonisten naar Carthago kwamen waren El, Baäl, Melqart en Astarte. De belangrijkste goden in het Carthaagse pantheon waren de godin Tanit en de god Baäl Hammon (een variant op Baäl). Uit teksten blijkt dat er een zeer uitgebreide en sterk georganiseerde priesterkaste was die verschillende functies uitvoerde. In de vroege geschiedenis van Carthago werden door de priester Fenicische ritmische dansen uitgevoerd.
Controversieel is of ook kinderoffers tot de religieuze praktijken van de Carthagers hoorden. Griekse en Romeinse schrijvers als Diodorus Siculus, Plutarchus en Tertullianus spreken van deze praktijken. Deze bronnen zouden echter als onbetrouwbaar kunnen worden aangemerkt omdat de Romeinen na de verovering van Carthago propaganda verspreidden waarin de Carthagers als barbaren werden afgeschilderd. Tot de 'barbaarse' praktijken behoorden ook kinderoffers. Daar tegenover staat dan weer dat de Hebreeuwse Bijbel (geschreven door de Israëlieten in Kanaän) eveneens spreekt van kinderoffers bij de Kanaänieten, voorouders van de Carthagers, ook al waren zij vijanden van Israël.
Volgens bovengenoemde bronnen zouden de kinderen geofferd zijn aan een tofet, een verhit bronzen beeld met uitgestoken armen waaronder een vuur was aangestoken. De kinderen werden op de armen geplaatst en vervolgens door de open mond van het beeld naar het vuur gerold. Bij opgravingen van verschillende Carthaagse kolonies zijn resten van verbrande kinderbotten gevonden. Een andere mogelijkheid naast kinderoffers is dat doodgeboren en vroeggestorven kinderen werden gecremeerd door de Carthagers en aan de goden werden aangeboden.